# 红棉股份
广州市红棉智汇科创股份有限公司（深交所：000523，证券简称：红棉股份），前称广州市浪奇实业股份有限公司（广州浪奇），是广州市的上市公司。

## 历史

### 前期发展
公司前身为成立于1959年9月的广州油脂化工厂，1989年1月更名为广州油脂化学工业公司。1992年7月再次更名为广州市浪奇实业公司，同年11月进行股份化改组，企业性质从全民所有制企业改制为股份制企业。1993年11月8日在深圳证券交易所A股上市，为广州市首批上市企业之一，号称“中国日化第一股”。
2005年11月，广州市国资委将其持有的广州浪奇股份（占总股本的58.93%）全部划转给广州轻工工贸集团有限公司。
2018年7月，广州浪奇公告称，拟收购公司控股股东广州轻工集团持有的百花香料97.42%股权及华侨糖厂，以及轻工集团持有的华糖食品100%股权。前者主营香料、香精；后者是广州唯一的制糖企业。华糖食品于2019年4月30日完成工商变更登记手续，正式成为广州浪奇的全资子公司；而百花香料方面，由于其股权交割尚未完成，且部分应收账款存在回收困难的情形，广州浪奇于同年9月25日公告终止收购。

### 经营困境
进入2020年，公司出现经营问题。2020年8月披露的半年报显示，受疫情影响，公司上半年营收同比下降43.36%；净利润-1.15亿元，同比下降538.66%；现金流净额-6.61亿元，同比下降878.24%。9月24日晚公告称，公司因资金紧张出现部分债务逾期；数日后再公告称，公司存储于仓储公司的货物“不翼而飞”，价值约5.72亿元人民币。12月，广州浪奇因在2018-2019年财务造假，受到广东证监会的行政处罚，公司进入破产重整程序。2021年5月6日，深圳证券交易所对广州浪奇实施“退市风险警示”及“其他风险警示”特别处理，股票简称由“广州浪奇”变更为“*ST浪奇”。
2021年11月11日，广州中院裁定批准广州浪奇破产重整计划。2022年1月，广州浪奇公告称，公司2021年恢复盈利。同年5月26日，深交所撤销所有警示，股票简称变更回“广州浪奇”。

### 更名红棉
2023年5月12日，广州浪奇公告称，拟将旗下四块日化资产与控股股东轻工集团持有的广州新仕诚企业发展公司进行置换。后者主营文化创意产业园区的开发运营，著名的TIT创意园便由该司运营。该交易已于同年内完成，意味着广州浪奇将不再经营日化业务。
2023年12月11日，广州浪奇正式更名为“广州市红棉智汇科创股份有限公司”。
2024年1月13日，红棉股份发布公告称，拟通过现金方式购买母公司广州轻工集团全资子公司广州鹰金钱食品集团100%股权。

## 知名产品
剥离日化业务前，公司拥有如下较为知名的产品：

| 广州浪奇名下 - 浪奇洗衣液、洗衣粉 - 高富力洗洁精 - 万丽洁厕精 | 华糖食品名下 - 红棉糖 - 广氏菠萝啤 |